# Grace Chisholm Young
Grace Chisholm Young (15 de março de 1868 — 29 de março de 1944) foi uma matemática inglesa.

## Vida
Foi educada no Girton College, Cambridge, Inglaterra, e continuou seus estudos na Universidade de Göttingen, Alemanha. Foi a primeira mulher a obter um doutorado na Alemanha, em 1895. Suas primeiras obras foram publicadas com o nome de seu marido, William Henry Young. Seu filho, Laurence Chisholm Young, foi também um proeminente matemático.

## Pesquisa
Depois de retornar à Inglaterra em 1896 para se casar, ela retomou a pesquisa que havia iniciado em Gӧttingen em uma equação para determinar a órbita de um cometa. Seu marido continuou seu trabalho como treinador em matemática. No entanto, em 1897, ambos retornaram a Gӧttingen, encorajados por Felix Klein. Ambos assistiram a palestras avançadas e enquanto ela continuava sua pesquisa matemática, seu marido começou a trabalhar criativamente pela primeira vez. Eles visitaram Turim, na Itália, para estudar geometria moderna e, sob a orientação de Klein, começaram a trabalhar na nova área da teoria dos conjuntos. Por volta de 1901, os Youngs começaram a publicar artigos juntos. Estes diziam respeito à teoria das funções de uma variável real e foram fortemente influenciados por novas ideias com as quais ela teve contato em Gӧttingen. Em 1908, eles se mudaram para Genebra, na Suíça, onde ela continuou morando enquanto seu marido ocupou uma série de cargos acadêmicos na Índia e no Reino Unido.
Embora a maior parte de seu trabalho tenha sido publicada em conjunto, acredita-se que Grace tenha feito uma grande parte da escrita real, e ela também produziu alguns trabalhos independentes que, de acordo com a opinião de especialistas, eram mais profundos e importantes do que os de seu marido.  No total, eles publicaram cerca de 214 artigos juntos,  juntamente com quatro livros.  Ela começou a publicar em seu próprio nome em 1914, e foi premiada com o Gamble Prize for Mathematics pelo Girton College por um ensaio sobre derivadas infinitas em 1915.  Este trabalho foi estimulado por desenvolvimentos em microscopia que permitiram o movimento molecular real para ser visto. Seu trabalho entre 1914-16 sobre relações entre derivadas de uma função arbitrária contribuiu para o Teorema de Denjoy-Young-Saks.
Eles também escreveram um livro de geometria elementar (The First Book of Geometry, 1905) que foi traduzido para 4 idiomas. Em 1906, Youngs publicou The Theory of Sets of Points, o primeiro livro sobre teoria dos conjuntos.